# Fractale
Fractale (jap. フラクタル Furakutaru) – serial anime stworzony przez Mandelbrot Engine, kolektyw artystyczny składający się z krytyka i powieściopisarza Hirokiego Azumy, scenarzystki Mari Okady i reżysera Yutaki Yamamoto. Seria była emitowana w Japonii od stycznia do marca 2011.
Manga, zilustrowana przez Mutsumi Akasaki, była publikowana w magazynie „Gangan Online” wydawnictwa Square Enix od września 2010 do listopada 2011.

## Fabuła
Akcja rozgrywa się w XXII wieku na wyspie przypominającej Irlandię, w świecie rządzonym przez „Fractale”, system wirtualnej rzeczywistości i dostarczania treści oparty na satelitach, który zapewnia ludzkości stabilność i dobrobyt. Pewnego dnia Clain spotyka uciekającą dziewczynę o imieniu Phryne, która znika w nocy, pozostawiając po sobie wisiorek. Po aktywowaniu wisiorka (który zamienia się w „sobowtóra” o imieniu Nessa), Clain wyrusza w podróż z awatarem w kształcie dziewczyny, Nessą, aby odnaleźć Phryne i odkryć tajemnicę systemu Fractale.

## Bohaterowie

### Główni
- Clain Necran (jap. クレイン・ネクラン Kurein Nekuran)

Seiyū: Yū Kobayashi 
- Phryne (jap. フリュネ Furyune)

Seiyū: Minami Tsuda 
- Nessa (jap. ネッサ Nessa)

Seiyū: Kana Hanazawa 

### Poboczni
- Sunda Granitz (jap. スンダ・グラニッツ Sunda Guranittsu)

Seiyū: Shintarō Asanuma 
- Enri Granitz (jap. エンリ・グラニッツ Enri Guranittsu)

Seiyū: Yuka Iguchi 
- Dias (jap. ディアス Diasu)

Seiyū: Tomoaki Maeno 

### Antagoniści
- Moeran (jap. モーラン Mōran)

Seiyū: Sumi Shimamoto 
- Barrot (jap. バロー Barō)

Seiyū: Mitsuru Miyamoto 

## Manga
Adaptacja w formie mangi, do której ilustracje wykonała Mutsumi Akasaki, ukazywała się w magazynie „Gangan Online” od 30 września 2010 do 17 listopada 2011. Wydawnictwo Square Enix zebrało jej rozdziały w 3 tankōbonach, wydawanych od 22 stycznia 2011 do 21 stycznia 2012.
| Nr | Data wydania (język japoński) | ISBN (język japoński)  |
| -- | ----------------------------- | ---------------------- |
| 1  | 22 stycznia 2011              | ISBN 978-4-7575-3124-6 |
| 2  | 22 lipca 2011                 | ISBN 978-4-7575-3288-5 |
| 3  | 21 stycznia 2012              | ISBN 978-4-7575-3479-7 |

## Anime
11-odcinkowy telewizyjny serial anime Fractale, wyprodukowany przez studio A-1 Pictures we współpracy z Ordet, był emitowany w Japonii od 13 stycznia do 31 marca 2011 w bloku programowym Noitamina stacji Fuji TV. Reżyserem anime jest Yutaka Yamamoto, historię opracował Hiroki Azuma, a scenariusz napisała Mari Okada. Główny animator, Masako Tashiro, stworzył projekty postaci do anime, bazując na oryginalnej koncepcji ilustratora Hidariego. Muzykę wyprodukował Sōhei Shikano, a reżyserem dźwięku został Yōta Tsuruoka. Motywem otwierającym anime jest „Harinezumi” (jap. ハリネズミ). Motywem końcowym jest z kolei angielska i japońska wersja utworu „Down by the Salley Gardens” (jap. サリーガーデン Sarī Gāden), napisanego w 1889 roku przez Williama Butlera Yeatsa. Obie piosenki wykonuje Hitomi Azuma.
W Polsce anime było emitowane na kanale Sci Fi.

### Lista odcinków
| №  | Tytuł                                               | Reżyseria        | Scenariusz       | Premiera         | Premiera w Polsce    |
| -- | --------------------------------------------------- | ---------------- | ---------------- | ---------------- | -------------------- |
| 1  | Spotkanie Deai (出会い)                             | Yutaka Yamamoto  | Mari Okada       | 13 stycznia 2011 | 10 października 2020 |
| 2  | Nessa (ネッサ)                                      | Mamoru Kanbe     | Mari Okada       | 20 stycznia 2011 | 10 października 2020 |
| 3  | Wioska Granitz Guranittsu no mura (グラニッツの村)  | Yūki Itō         | Mari Okada       | 27 stycznia 2011 | 10 października 2020 |
| 4  | Wyjazd Shuppatsu (出発)                             | Shingo Adachi    | Mari Okada       | 3 lutego 2011    | 10 października 2020 |
| 5  | Podróż Tabiji (旅路)                                | Shinobu Yoshioka | Shinsuke Ōnishi  | 17 lutego 2011   | 17 października 2020 |
| 6  | Najodleglejsze miasto Saihate no machi (最果ての町) | Yō Miura         | Mari Okada       | 24 lutego 2011   | 17 października 2020 |
| 7  | Miasto dumy Kyoshoku no machi (虚飾の街)            | Ryōtarō Makihara | Hiroyuki Yoshino | 3 marca 2011     | 17 października 2020 |
| 8  | Sekret podziemia Chika no himitsu (地下の秘密)      | Mamoru Kanbe     | Shinsuke Ōnishi  | 10 marca 2011    | 17 października 2020 |
| 9  | Bez wyjścia Oitsumerarete (追いつめられて)          | Yūki Itō         | Hiroyuki Yoshino | 17 marca 2011    | 24 października 2020 |
| 10 | Świątynia Sōin e (僧院へ)                           | Tomohiko Itō     | Mari Okada       | 24 marca 2011    | 24 października 2020 |
| 11 | Raj Rakuen (楽園)                                   | Yutaka Yamamoto  | Mari Okada       | 31 marca 2011    | 24 października 2020 |